# Sepsiszentgyörgyi református templom
A Sepsiszentgyörgyi református templom  a város északnyugati részén, a Kálvin tér fölötti magaslaton áll.

## A templom története
A késő gótikus templom építési ideje a hajó külső oldalán talált freskótöredékek szerint a 15–16. század fordulójára tehető.  
Az építkezés három szakaszban történt: először a sokszögzáródású, hálóboltozatos szentély készülhetett el, azután a hajó, utoljára  a külső támpillérek elhelyezésére került sor. 
A templomot egykor kettős erődítésű magas várfal vette körül, a belső magas falat egy külső, alacsonyabb övezte. A várfal két bástyájának egyikén torony emelkedett.
A vártemplomot Orbán Balázs ismertette először:
„A templomot köridomu erős várkastély övezi, mely kettős magas falával a maga idejében tisztességes erőd volt.”
A legfontosabb építészeti és művészettörténeti adatokat  Entz Géza és Balogh Jolán tette közzé. Az 1658-as pusztításokról szóló leghitelesebb adatokat Orbán Balázs közölte.
A műemléktemplomot és a várfalat 1728-ban és 1738-ban földrengés sújtotta. Az 1738-ban lebontott   középkori templomtorony helyett 1761-ben egy  magasabb tornyot építettek.  
1786-ban a külső várfalat bontották le, amely az 1658-as és 1661-es török tatárdúlások  alkalmával rongálódott meg.
Az 1802-es földrengés alkalmával leomlott templom hajóját 1805-ben lapos, vakolt mennyezettel pótolták, 1829-ben felépítették a harangtornyot. 
A belső várfal szintén az 1802-es földrengéskor rongálódott meg.
1894-ben a szentély keleti végébe az új orgona számára karzatot építettek.
Az 1940-es földrengés megrongálta a templomot és a várfalat. A falakat a múlt század közepén restaurálták, akkor építették újra az északi oldal felső részét. A műemléktemplomot 1978-ban kijavították, 1979–1980-ban a várfalakat újraépítették.

## A templom leírása
A középkori templom kettős térfűzésű, egyenletes szélességű hajóból és sokszögzáródású szentélyből áll. Az egyszerű sík lefedésű hajó délnyugati és északnyugati sarkát átlós, cseréppel borított kettős vízvetővel ellátott támpillérek erősítik. A déli oldalon egyenlő távolságban szintén támpillérek sorakoznak, a nyugati oldal előtt portikusz látható.
A hajó oldalfalain az egykori gótikus boltozat vállvonala és a gyámkövek helye körvonalazódik. 
Az északi fal nyugati szögletében 1687-es évszámmal ellátott szövegrészlet olvasható, a keleti oldalon egy 17. századi, magyar nyelvű felirattöredék  is látható.
A hajót a szentélytől enyhén csúcsosodó diadalív választja el, amelyen a következő felirat olvasható:
„Az 1802-ben október 20-án történt erőss földindulás miatt ezen minden ember emlékezetnél régibb templom boltozatja is leszakadozván stakatúrára építtetett.”
A nyolcszögű szentély a többszöri javítás ellenére is megőrizte eredeti formáját, késő gótikus hálóboltozata épségben megmaradt, bordái homokkőből faragott gyámkövekre támaszkodnak.
A szentély déli oldalán két csúcsíves ablak, a délkeleti részen pedig egy ablak nyílik. Az északi falon a sekrestye ajtójának szegmensíves, téglából rakott nyílása  látható.
A templombelső legfőbb ékessége a szentély kőbordázatú hálóboltozata. A gótikus szentélyboltozat gyámkövei részben faragottak, a címerábrázolás mellett karakteres férfifejek is megjelennek. Az északi sarokban egy bajuszos férfifejet ábrázoló gyámkő, egy másikon reneszánsz címerpajzsba foglalva a Nap és a Hold látható. 
A szentély déli falába Daczó Ferenc 1602-ben készült reneszánsz sírköve van beépítve.
Az északkeleti boltsüvegen gótikus betűkkel írt latin felirat olvasható, a keleti falon egy 1672-ből származó felirat maradt fönn. Egy 18. századi felirattöredék a szentélyben elhelyezett orgonakarzat alatt látható.
A templombelsőben eléggé rossz állapotban lévő falfestménytöredékek is láthatók, a külső falakon is falképmaradványok fedezhetők fel.
A műemlék épület déli bejáratának ajtókerete Erdély egyik legszebb kora reneszánsz emléke.

## A templom várfala
A templomot egykor kettős oromfal, napjainkban ovális alaprajzú, 8-10 méter magasságú védőfal veszi körül, amelynek déli oldalán  az egykori kaputorony késői utódja, a harangtorony található. Az északkeleti oldal egy rövidebb szakaszán a régi fal majdnem teljes magasságig megmaradt, azon a részen két szuroköntő és egy lőrés látható. Az északnyugati oldalon egy karcsú torony emelkedik, amely jóval magasabb mint a védőfal. A toronytól kelet felé egy hosszú szakaszon a fal 3-4 méter magasságban eredeti, a többi része terméskőből épült 1980-ban.
A műemléktemplom várfala az alapoknál 170–180 cm vastag.
A várfal nyugati oldala majdnem teljes épségben megmaradt, csak az egykori lépcsőzetes pártadíszek hiányoznak. A keskenyebb mellvéd miatt a gyilokjáró magasságában, a belső részen egy vékonyabb párkány látható.   
A mellvéden egyenlő távolságra lőrések és szuroköntők követik egymást.
A külső várfalból mára csak két rövid egyenes szakasz maradt meg. 
A várfal egykori kaputornya, napjainkban harangtorony szerepét tölti be. Terméskőből felrakott falai felfele elkeskenyednek. 
A torony alsó része egészen az övpárkányig, középkorú eredetű, a felső hangablakokkal ellátott rész 1829-ben készült. A tornyot barokk hagymasisak fedi.

## Külső hivatkozások
- Sepsiszentgyörgyi vártemplom
- Sepsiszentgyörgyi vártemplom 360 fokos panorámaképei